# Bezedné
Bezedné je prameništní jezero eolického původu v Borské nížině v katastru obce Plavecký Štvrtok v okrese Malacky na západním Slovensku.

## Vodní režim
Vzniklo v oblásti vátých písků. Písečné duny zpevněné lesním porostem uzavřely depresi, do které vyvěrají silné prameny. Jezero postupně zarůstá vegetací a mění se na slatiniště.

## Ochrana přírody
Od roku 1964 je oblast jezera přírodní rezervací Bezodné. Jsou zde chráněny vzácné druhy rostlin a živočichů vázané na mokřady a vodu a také okolní borovicový les.